# 卡纳卡姆帕拉耶姆
卡纳卡姆帕拉耶姆（Kanakkampalayam），是印度泰米尔纳德邦Coimbatore县的一个城镇。总人口12180（2001年）。

## 人口
该地2001年总人口12180人，其中男性6142人，女性6038人；0—6岁人口1062人，其中男521人，女541人；识字率79.50%，其中男性为85.20%，女性为73.70%。